# Megan Cooke
Megan Cooke (5 de mayo de 1980) es una deportista estadounidense que compitió en remo. Ganó una medalla de oro en el Campeonato Mundial de Remo de 2006, en la prueba de ocho con timonel.

## Palmarés internacional
| Campeonato Mundial | Campeonato Mundial | Campeonato Mundial | Campeonato Mundial |
| Año                | Lugar              | Medalla            | Prueba             |
| ------------------ | ------------------ | ------------------ | ------------------ |
| 2006               | Eton (Reino Unido) | Medalla de oro     | Ocho con timonel   |